# Turystyka na Białorusi
Turystyka na Białorusi – jedna z gałęzi gospodarki Białorusi. Stanowi 2,2% PKB. Państwo jest odwiedzane przez kilkaset tysięcy turystów rocznie, przy czym większość z nich przyjeżdża z Rosji, Litwy i Polski. Na Białorusi znajdują się cztery obiekty z listy światowego dziedzictwa UNESCO oraz cztery parki narodowe i dwa rezerwaty przyrody.

## Podstawowe dane

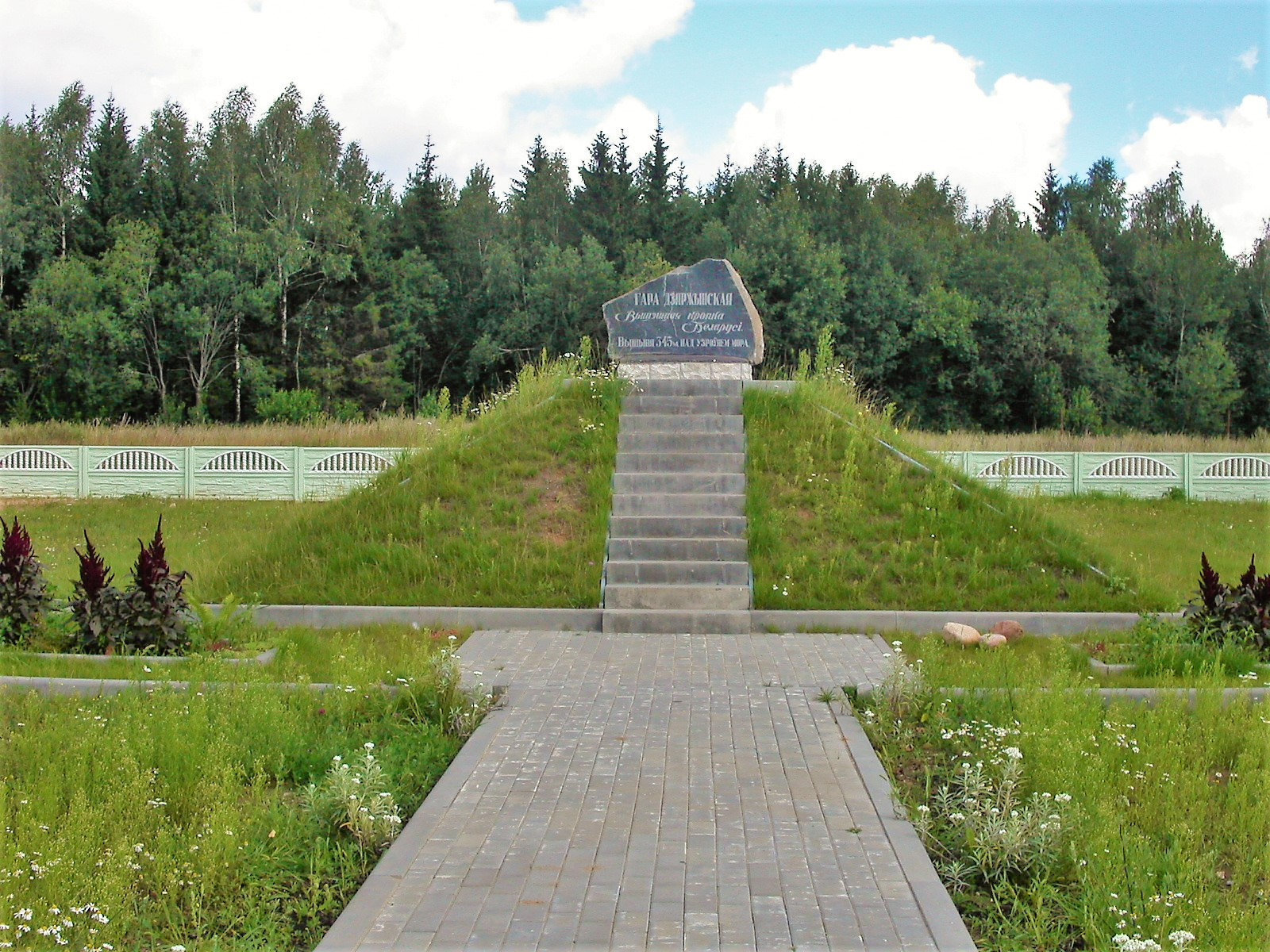
Dzierżyńska Góra

Białoruś jest państwem śródlądowym, położonym w Europie Wschodniej. Jest krajem nizinnym i bagnistym, którego średnia wysokość wynosi 160 m, a najwyższym punktem jest Dzierżyńska Góra o wysokości 346 m n.p.m. Obejmuje zachodnią część Niziny Wschodnioeuropejskiej, z której wyróżnia się Nizinę Poleską, Nizinę Połocką i Pojezierze Białoruskie, natomiast jego środkową część zajmują Wysoczyzny Białoruskie. Białoruś od 2005 roku jest członkiem Światowej Organizacji Turystyki. Głównymi ośrodkami turystycznymi są Mińsk, zachodnia Białoruś z Grodnem i Brześciem, a także Nowogródek i Nieśwież. Ruch turystyczny na terenie państwa zaczął tworzyć się w latach 20. XX wieku.

## Przyroda i klimat

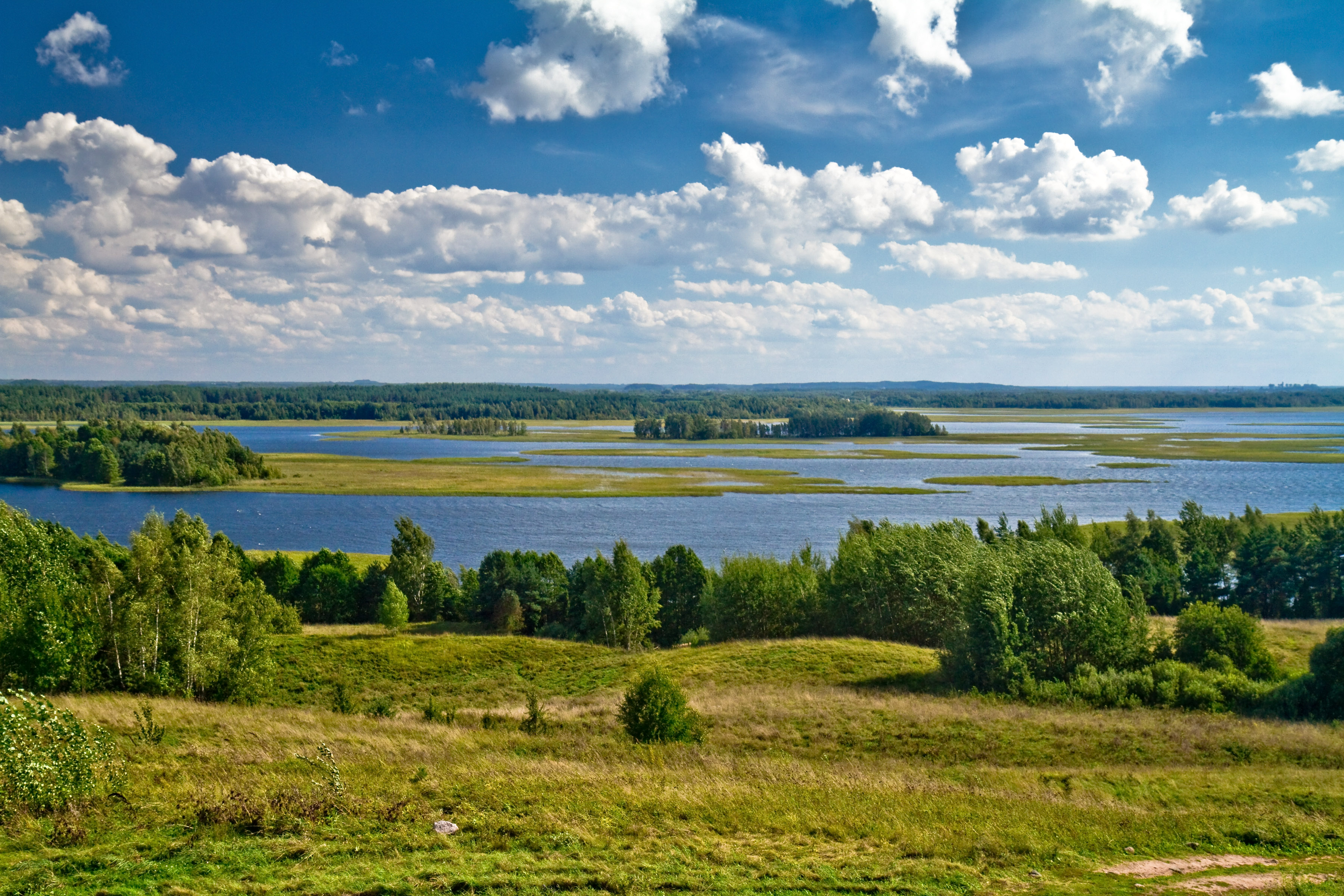
Jeziora Brasławskie

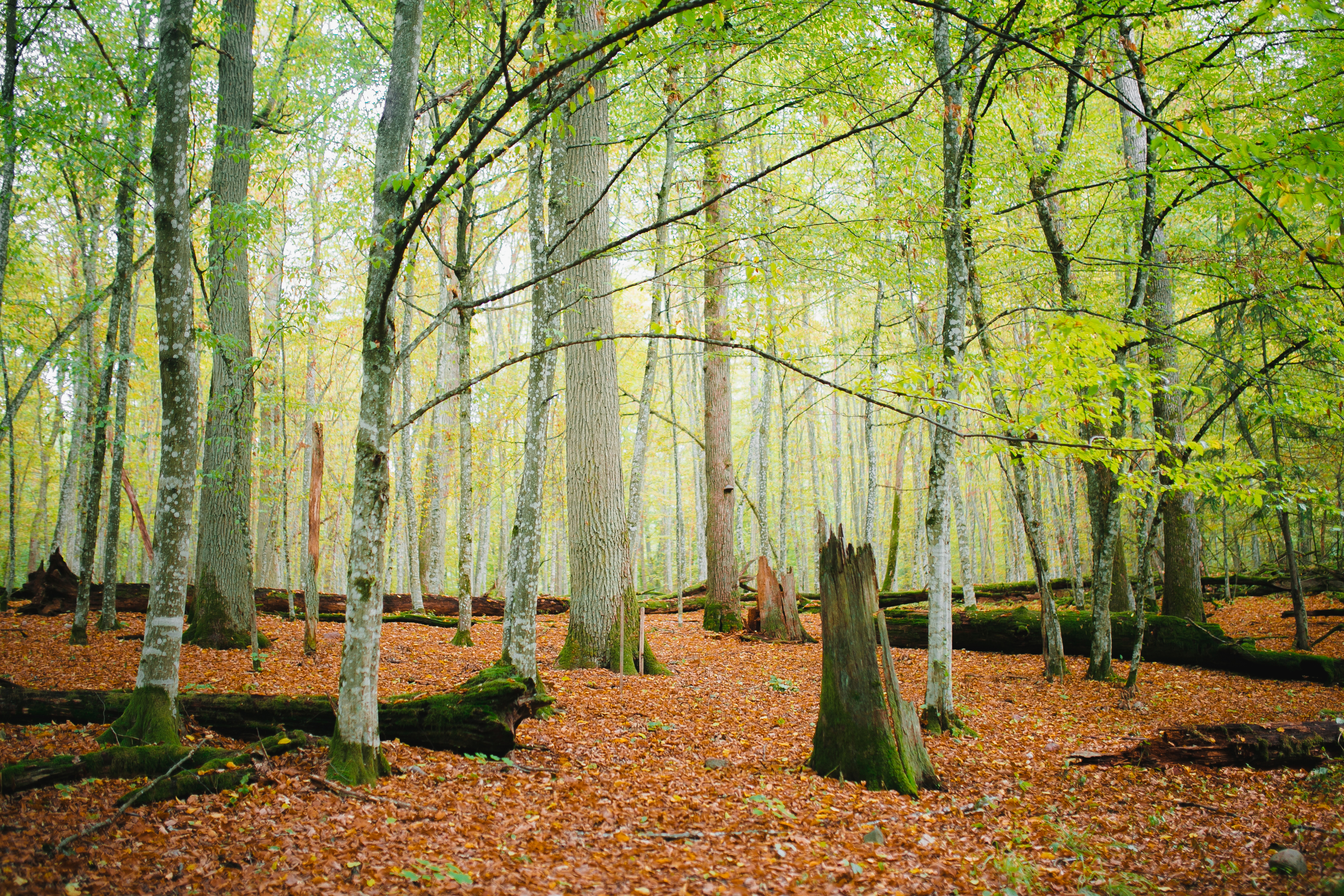
Białoruska część Puszczy Białowieskiej

Według danych za 2020 rok, 40% powierzchni kraju stanowiły lasy. Ważniejsze kompleksy leśne to Puszcza Białowieska, Puszcza Grodzieńska i Puszcza Nalibocka. Na terytorium Białorusi znajdują się cztery parki narodowe: PN Puszcza Białowieska, PN Jeziora Brasławskie, Prypecki Park Narodowy i Naroczański Park Narodowy oraz dwa rezerwaty przyrody: Berezyński Rezerwat Biosfery i Poleski Państwowy Rezerwat Radiacyjno-Ekologiczny, a także ponad 10 tys. jezior: polodowcowych na Pojezierzu Białoruskim (w tym największe Narocz) oraz bagiennych na Nizinie Poleskiej.
Białoruś leży w strefie klimatu umiarkowanego. Średnie temperatury wynoszą od –4 do 8 °C w styczniu i 17–19 °C w lipcu. Opadów jest niewiele, ok. 500–700 mm rocznie.

## Zabytki

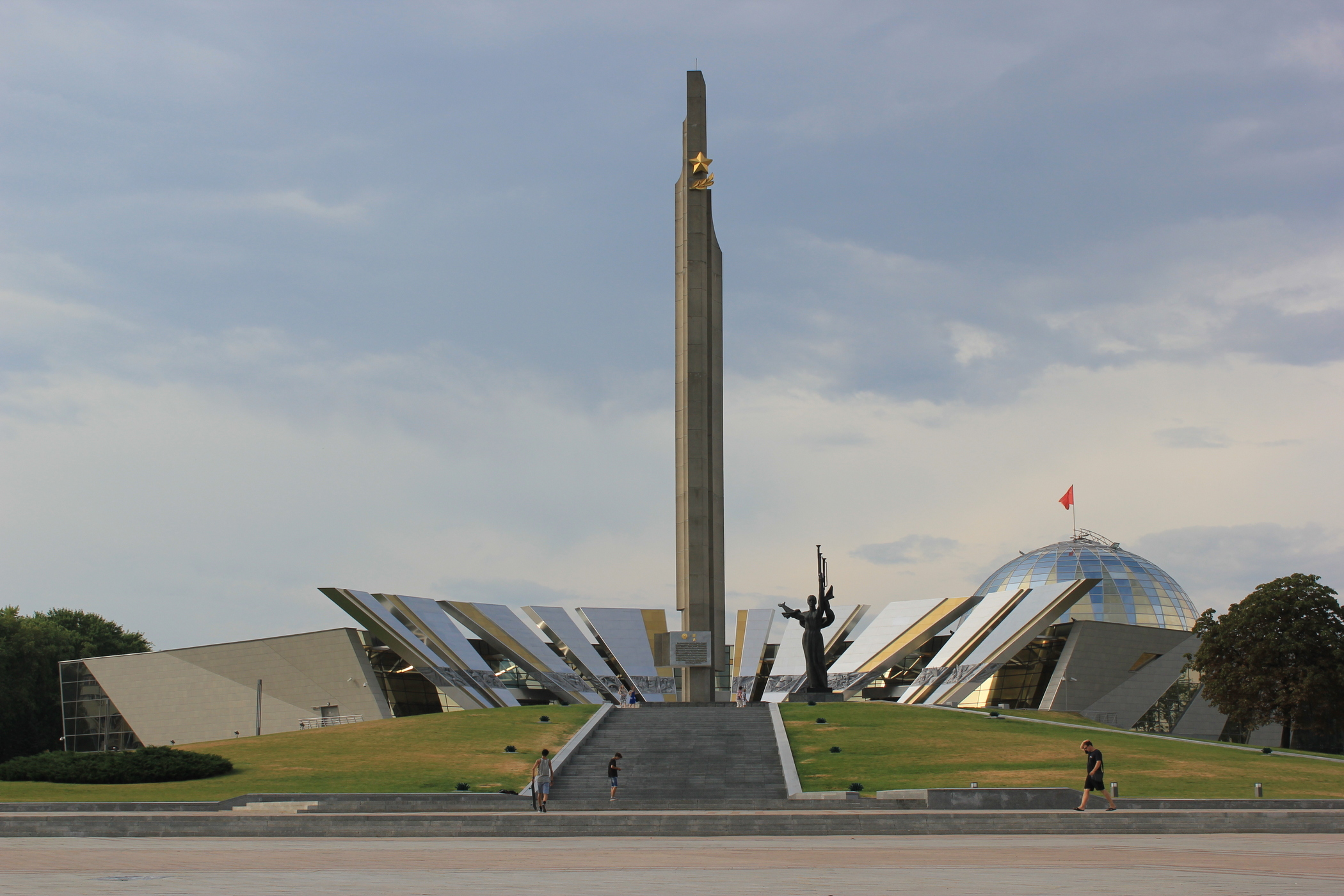
Muzeum Wielkiej Wojny Ojczyźnianej w Mińsku

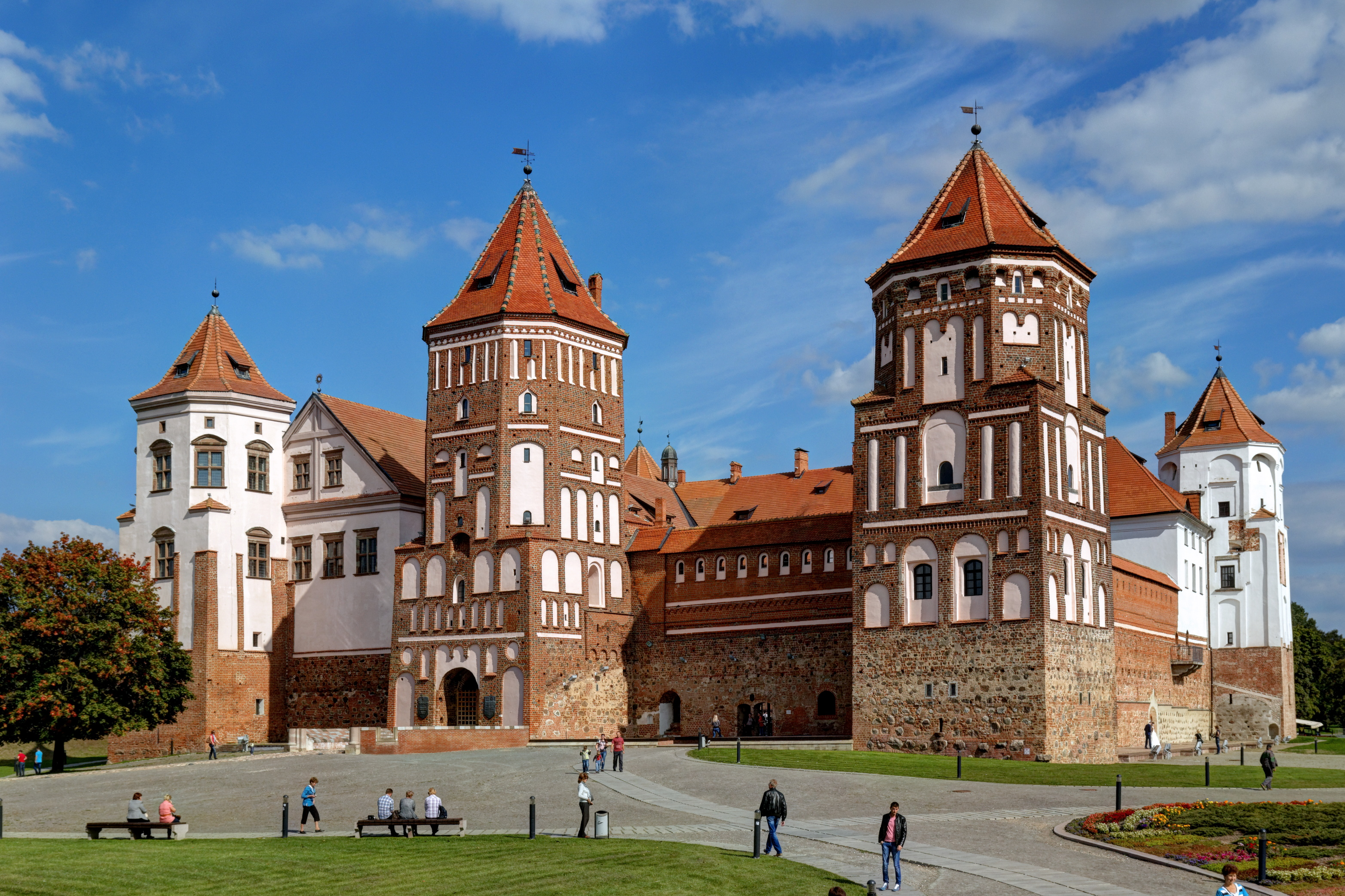
Zamek w Mirze

Na Białorusi znajdują się cztery obiekty z listy światowego dziedzictwa UNESCO: zamki w Mirze i Nieświeżu, Puszcza Białowieska (wspólnie z Polską) oraz kilka stacji pomiarowych wchodzących w skład południka Struvego. Ponadto, na państwowej liście zabytków historyczno-kulturowych umieszczono ponad 5,5 tys. obiektów.
W 2018 roku w kraju było 159 muzeów, które odwiedziło niemal 7 mln turystów. Najczęściej odwiedzane były Muzeum Wielkiej Wojny Ojczyźnianej w Mińsku, Twierdza Brzeska, zamek w Nieświeżu, zespół pałacowo-parkowy w Homlu i zamek w Mirze. Oprócz zamków w Mirze i Nieświeżu, tego typu budowle lub ich ruiny można zobaczyć również w Krewie, Lidzie, Nowogródku, Lubczu, Holszanach, Różanie i Bychowie. W średniowieczu na terenie obecnej Białorusi znajdowało się wiele wież obronnych, jednak do współczesnych czasów przetrwała jedynie Baszta Kamieniecka.
Wśród obiektów historycznych można również wymienić Chatyń, Kopiec Chwały oraz Linię Stalina.

## Turystyka religijna

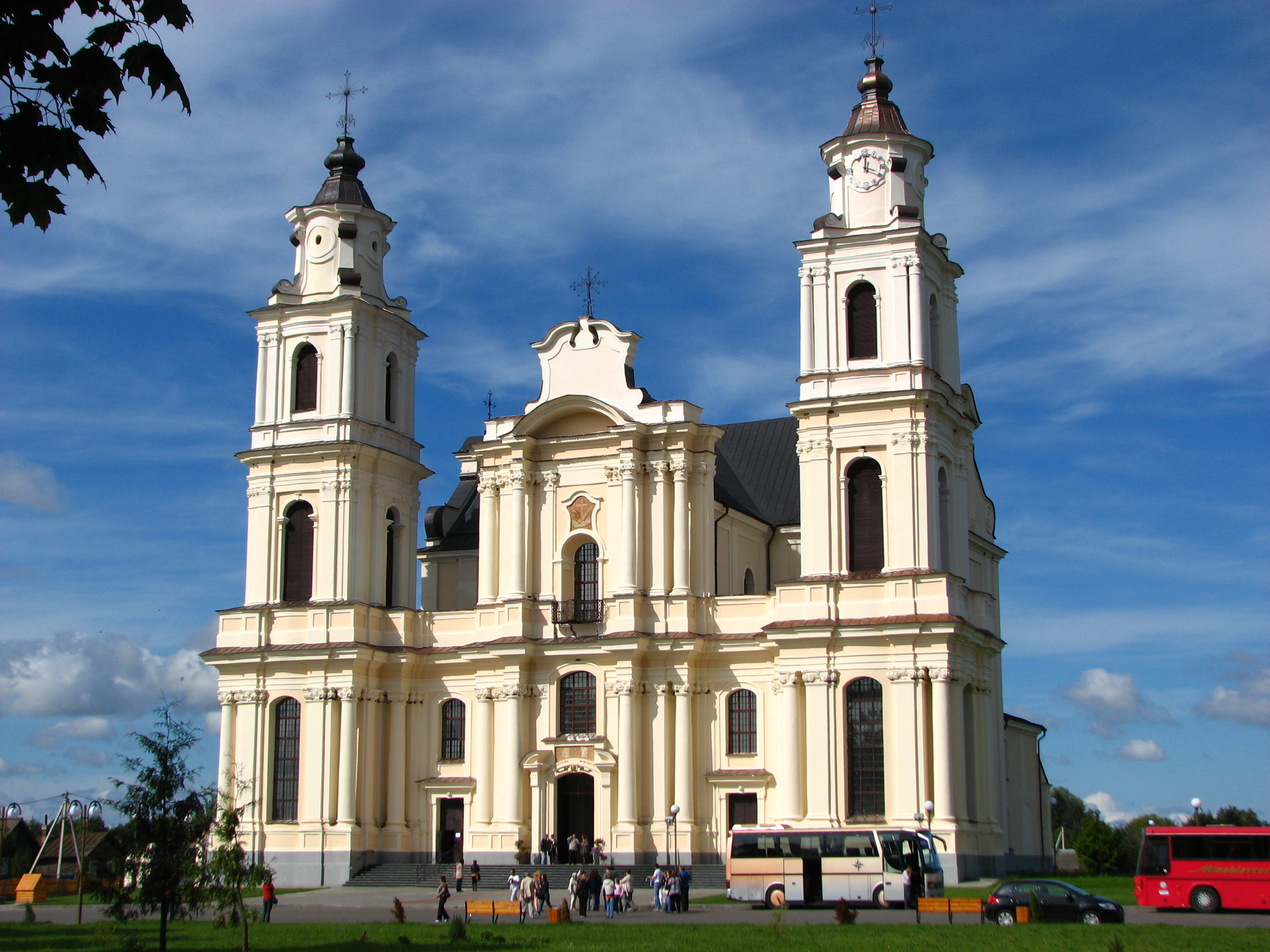
Bazylika Wniebowzięcia Najświętszej Maryi Panny w Budsławiu

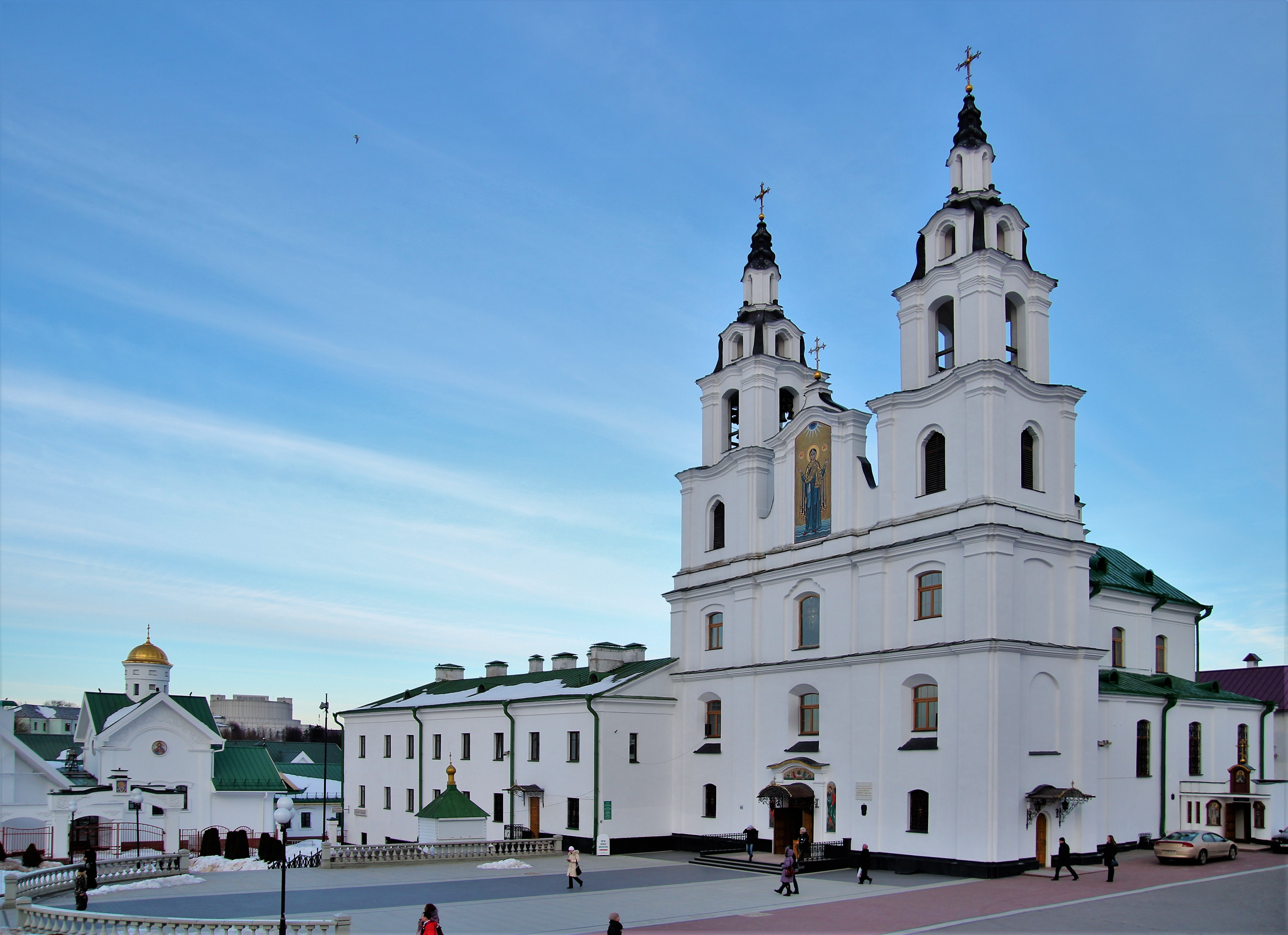
Sobór Świętego Ducha w Mińsku

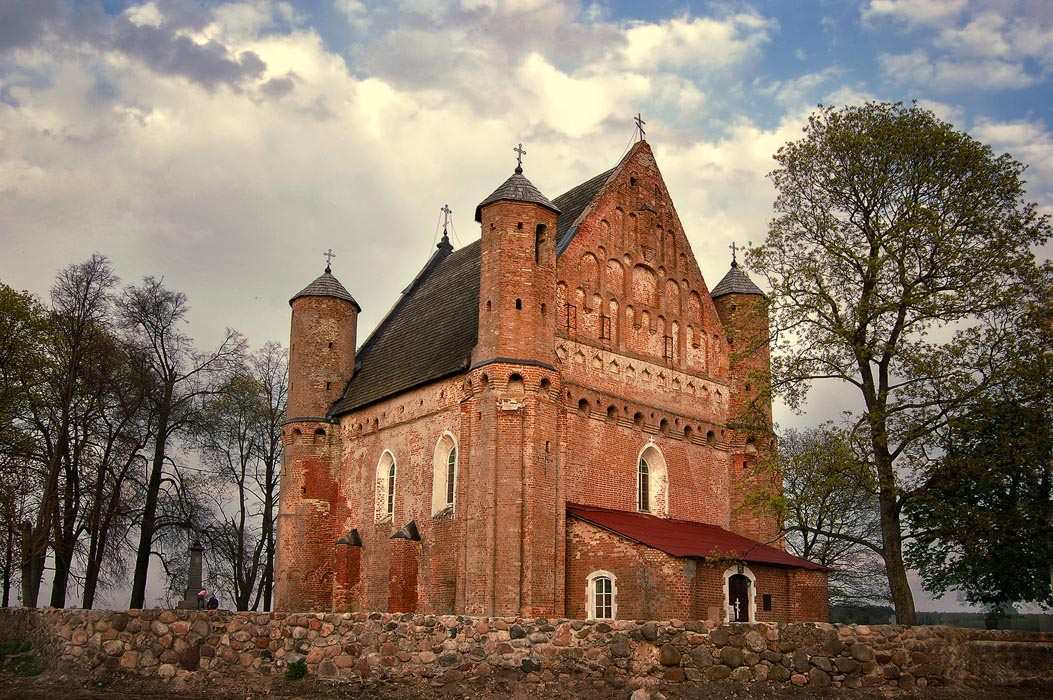
Cerkiew św. Michała Archanioła w Synkowiczach

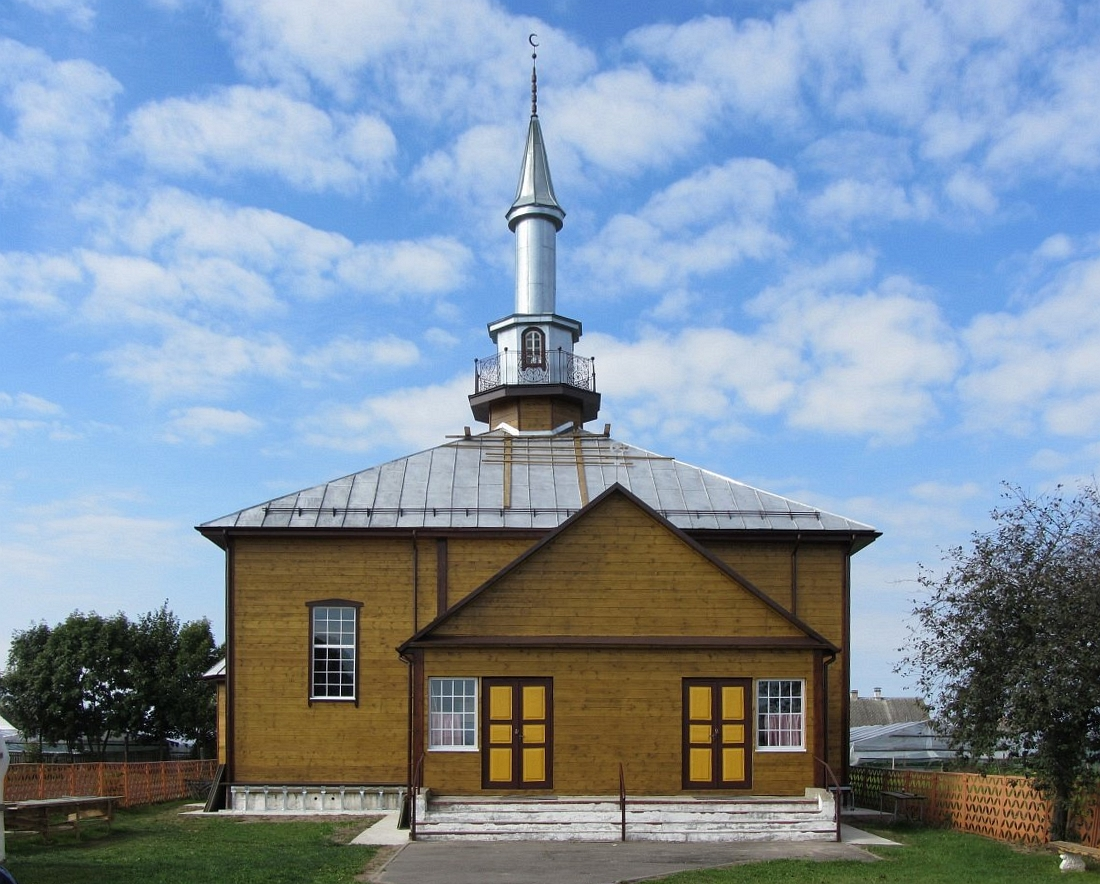
Meczet w Iwiu

Głównymi ośrodkami kultu religijnego na Białorusi są monastyr Zaśnięcia Matki Bożej w Żyrowiczach z ikoną Matki Boskiej Żyrowickiej, monastyr Przemienienia Pańskiego i św. Eufrozyny Połockiej w Połocku, w którym znajdują się relikwie św. Eufrozyny Połockiej, oraz sobór Świętego Ducha w Mińsku – główna świątynia prawosławna Białorusi. Ośrodkami kultu katolickiego są natomiast kościół Wniebowzięcia Najświętszej Maryi Panny w Budsławiu z ikoną Matki Boskiej Budsławskiej oraz kościół Zwiastowania Najświętszej Maryi Panny i klasztor Brygidek w Grodnie. Celem pielgrzymek jest także wieś Rosica w obwodzie witebskim, gdzie w czasie wojny zginęli księża Jerzy Kaszyra i Antoni Leszczewicz.
Ponadto w państwie można odwiedzić trzy świątynie obronne: kościół Świętego Jana Chrzciciela w Komajach, cerkiew Narodzenia Matki Bożej w Murowance i cerkiew Świętego Michała Archanioła w Synkowiczach, umieszczone na liście informacyjnej UNESCO, podobnie jak kilka innych obiektów sakralnych: cerkiew Przemienienia Pańskiego i sobór św. Zofii w Połocku, cerkiew Świętych Borysa i Gleba w Grodnie, żeński monastyr św. Mikołaja w Mohylewie i drewniane cerkwie Polesia.
Wśród zabytków sakralnych można również wymienić cerkiew Wszystkich Świętych oraz Sobór Świętych Piotra i Pawła w Mińsku, Sobór Zaśnięcia Najświętszej Maryi Panny i Cerkiew Zmartwychwstania Pańskiego w Witebsku, Sobór Podwyższenia Krzyża Pańskiego w Mohylewie, Sobór św. Symeona i Cerkiew Bracka w Brześciu, Sobór Świętych Piotra i Pawła w Homlu oraz Sobór Zmartwychwstania Pańskiego w Borysowie.
W Turowie, niegdyś najważniejszym po Połocku miejscu kultu religijnego, można zobaczyć kamienne krzyże, drewnianą cerkiew Wszystkich Świętych oraz fragmenty świątyni z XII wieku.
W Iwiu znajduje się najstarszy drewniany meczet na Białorusi. Ponadto na terytorium państwa zachowało się 78 cmentarzy żydowskich i ponad 100 synagog i jesziw.

## Turystyka aktywna

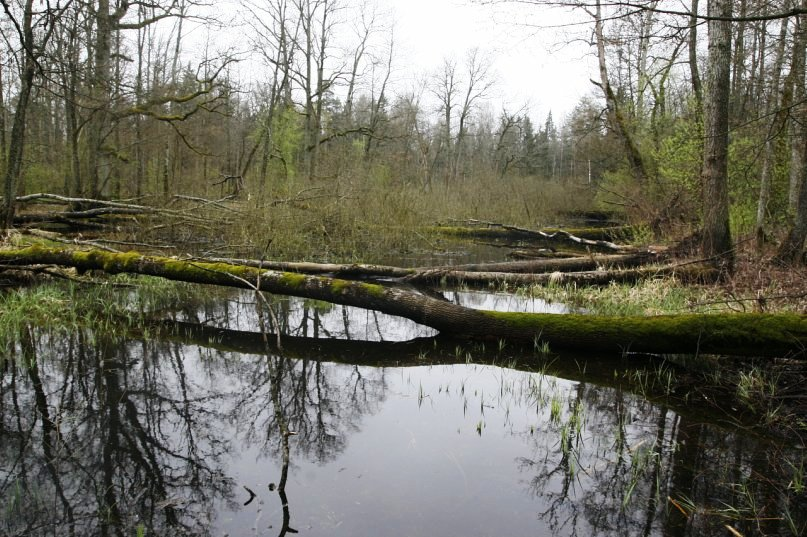
Puszcza Nalibocka

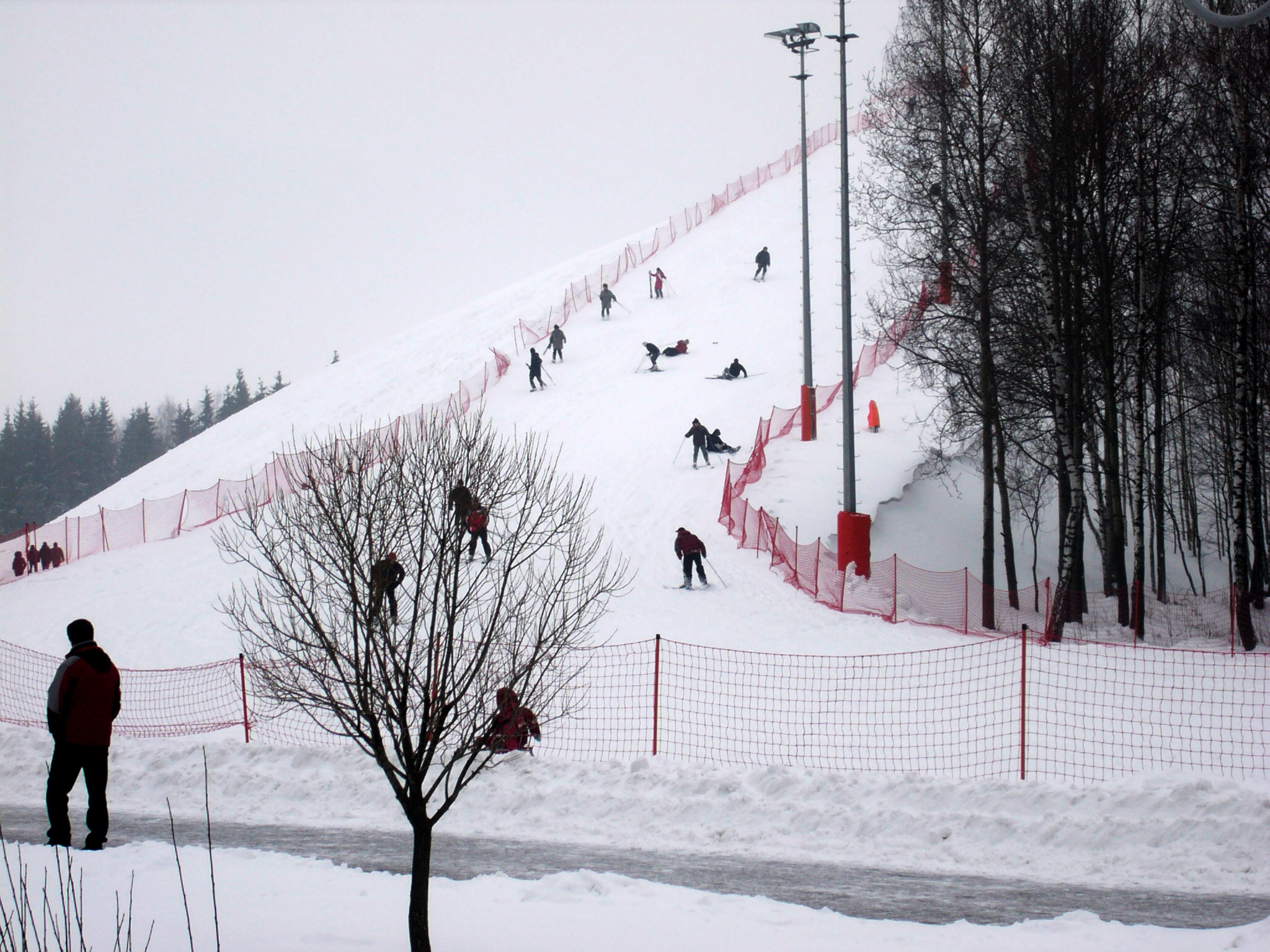
Stok w Siliczach

Na Białorusi popularnością, zwłaszcza na obszarach wiejskich, cieszy się turystyka rowerowa. W ostatnich latach powstaje coraz więcej tras rowerowych, zarówno w miastach, jak i poza nimi. W 2009 roku w Mińsku otwarto trasę o długości 27 km, która przecina całe miasto od północnego zachodu na południowy wschód. Oprócz tego, na terenie kraju znajduje się kilka tras prowadzących przez tereny zielone. Pierwsza z nich, Wałożynskija gascinicy, została otwarta w 2014 roku i początkowo liczyła 140 km, jednakże obecnie liczy ponad 200 km. Znajduje się ona w rejonie wołożyńskim i przebiega m.in. przez Puszczę Nalibocką. Inne tego typu trasy znajdują się też w Puszczy Białowieskiej.
Ze względu na dużą liczbę jezior, państwo dysponuje dobrymi warunkami do wędkarstwa. Szczególnie popularny pod tym względem jest obwód witebski, w którym znajduje się ponad 2800 jezior. Można w nich znaleźć ponad 30 gatunków ryb.
Ponadto w państwie znajduje się kilka ośrodków narciarskich, m.in. Siliczy, a także w Łohojsku, Mozyrzu oraz w Mińsku (Sołniecznaja Dolina).

## Turystyka zdrowotna
Sanatoria i uzdrowiska stanowią jedną z ważniejszych gałęzi krajowej turystyki. Początki lecznictwa sanatoryjnego na Białorusi sięgają XIX wieku, jednakże podobne instytucje istniały już wcześniej. Już w XVI wieku mówiono o źródłach wód leczniczych w Barkowszczyźnie (obecnie w rejonie uszackim). Przed 1830 rokiem istniała tam lecznica, a w 1855 roku utworzono prywatne sanatorium. W 1892 roku Jakub Jodko Narkiewicz otworzył w swoim majątku Nadnioman (obecnie w rejonie uzdowskim) sanatorium o tej samej nazwie, w którym stosowano innowacyjne metody leczenia: kąpiele lecznicze, wody mineralne, żywność dietetyczną, ale również stworzone i opatentowane przez Narkiewicza elektroterapię i elektromasaż. W sąsiedztwie majątku Nadnioman działa obecnie sanatorium Podjelniki.
W 2021 roku na Białorusi funkcjonowało ponad 100 sanatoriów, część z nich położona jest w parkach narodowych i rezerwatach (najwięcej w Naroczańskim Parku Narodowym). Kilka białoruskich sanatoriów, powstałych w czasach ZSRR, jest położonych poza granicami Białorusi: w Rosji, na Łotwie, Litwie i Krymie. Ponadto, w Soligorsku działa jedyna w krajach WNP jaskinia lecznicza, otwarta w 1990 roku.
Ponadto, w 2018 roku ponad 150 tys. obcokrajowców odwiedziło Białoruś w celu poddania się zabiegom medycznym.

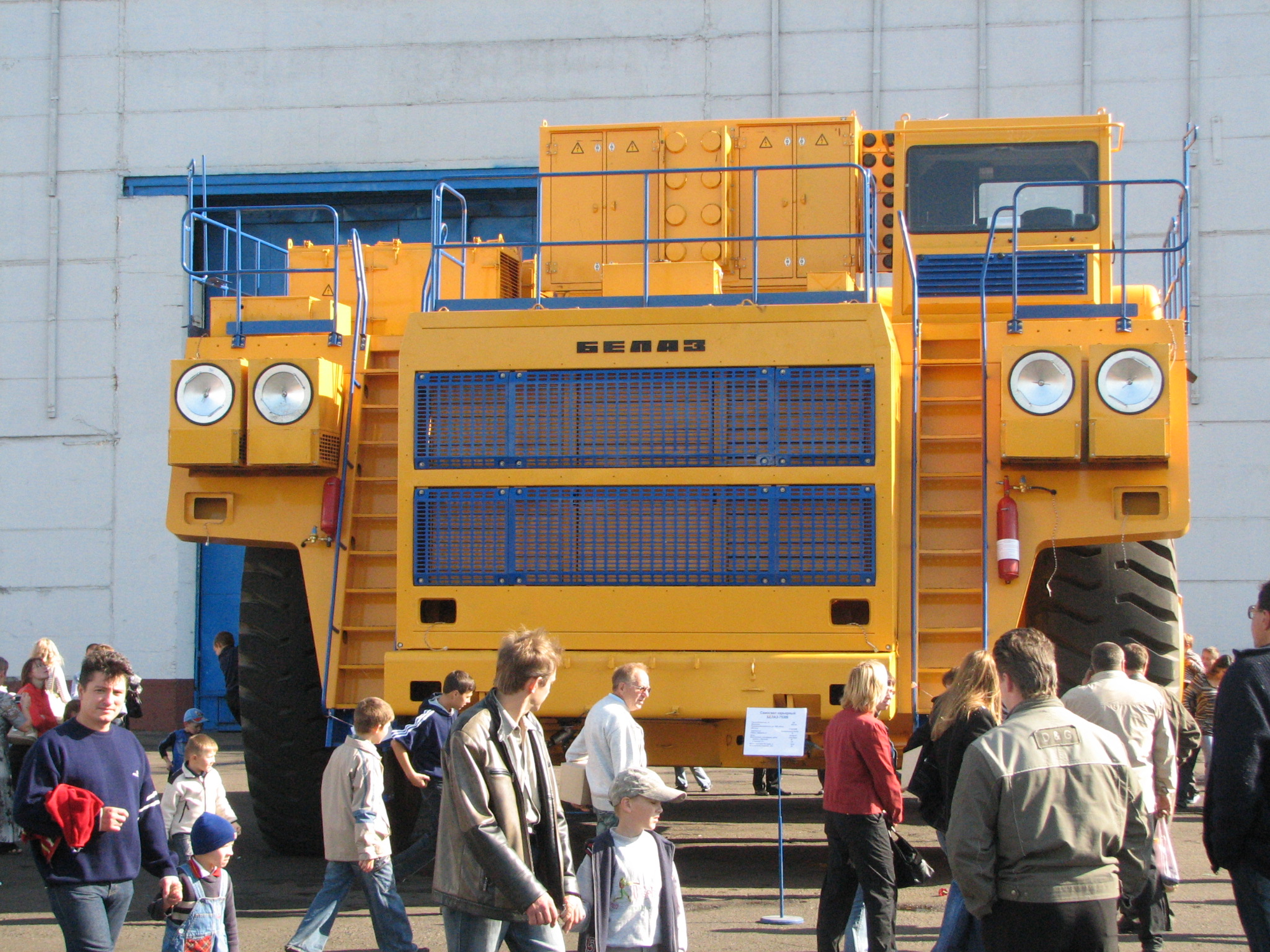
Dzień otwarty w fabryce BiełAZ w Żodzinie, 2007 rok

## Turystyka przemysłowa
Coraz większą popularność zdobywa turystyka industrialna. Wycieczki po fabrykach organizują BiełAZ, Mińska Fabryka Traktorów, przedsiębiorstwa produkujące żywność, fabryki zabawek i pamiątek. W Baranowiczach, będących ważnym ośrodkiem przemysłowym, stworzono sieć tras turystycznych obejmujących zwiedzanie różnych obiektów przemysłowych.

## Baza noclegowa i odwiedzający

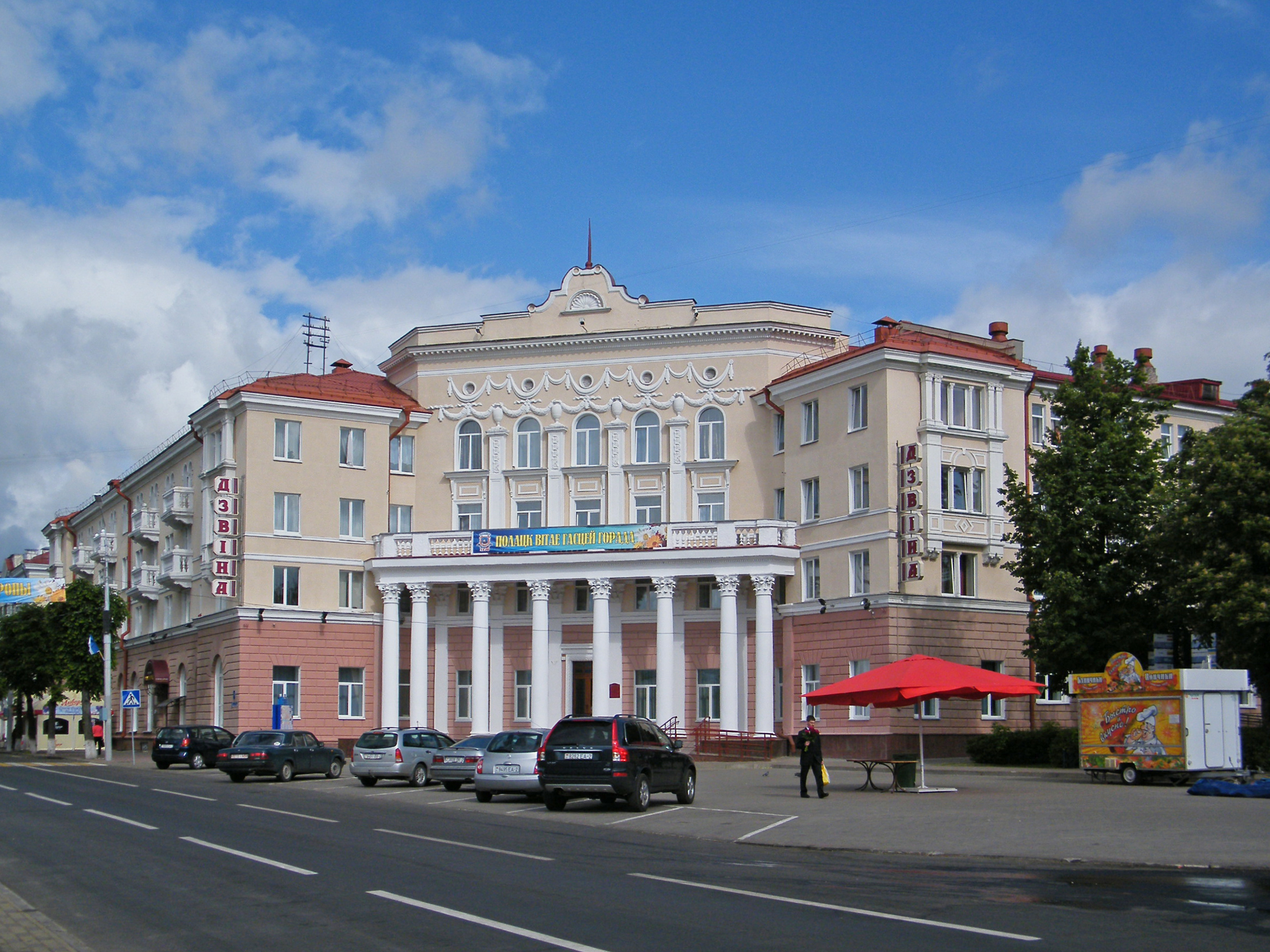
Hotel Dźwina w Połocku

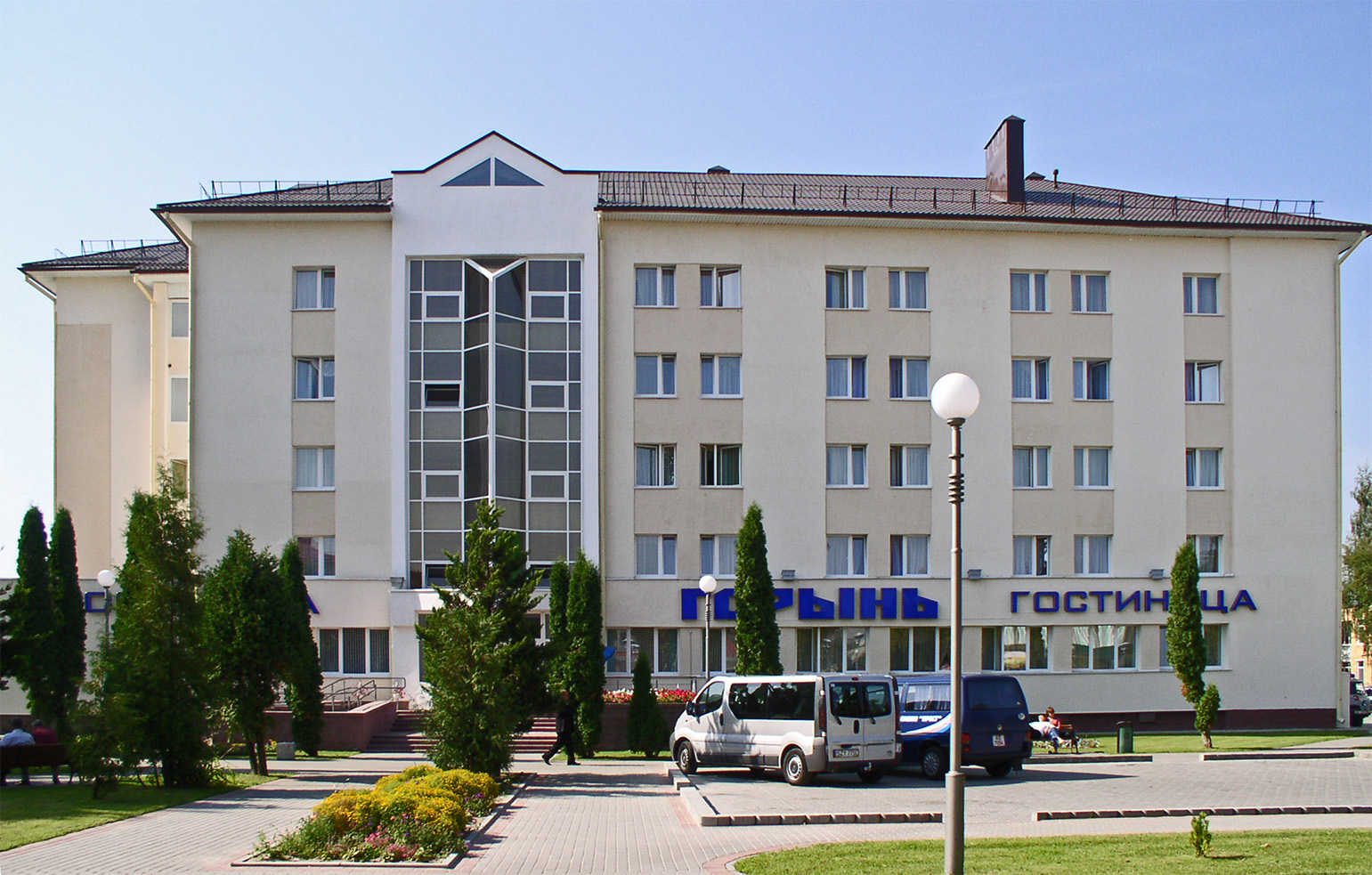
Hotel w Stolinie

Według danych za 2019 rok, Białoruś dysponuje 1089 obiektami noclegowymi (w tym 597 hotelami) oraz 2760 obiektami agroturystycznymi. W branży turystycznej w tymże roku pracowało 5,6% społeczeństwa. W 2019 roku Białoruś odwiedziło 405 tys. turystów, z czego ponad połowa z Rosji, natomiast łącznie około ⅓ odwiedzających stanowili przyjezdni z Litwy i Polski. Według danych za 2016 rok, turystyka stanowiła 2,2% krajowego PKB.

## Transport

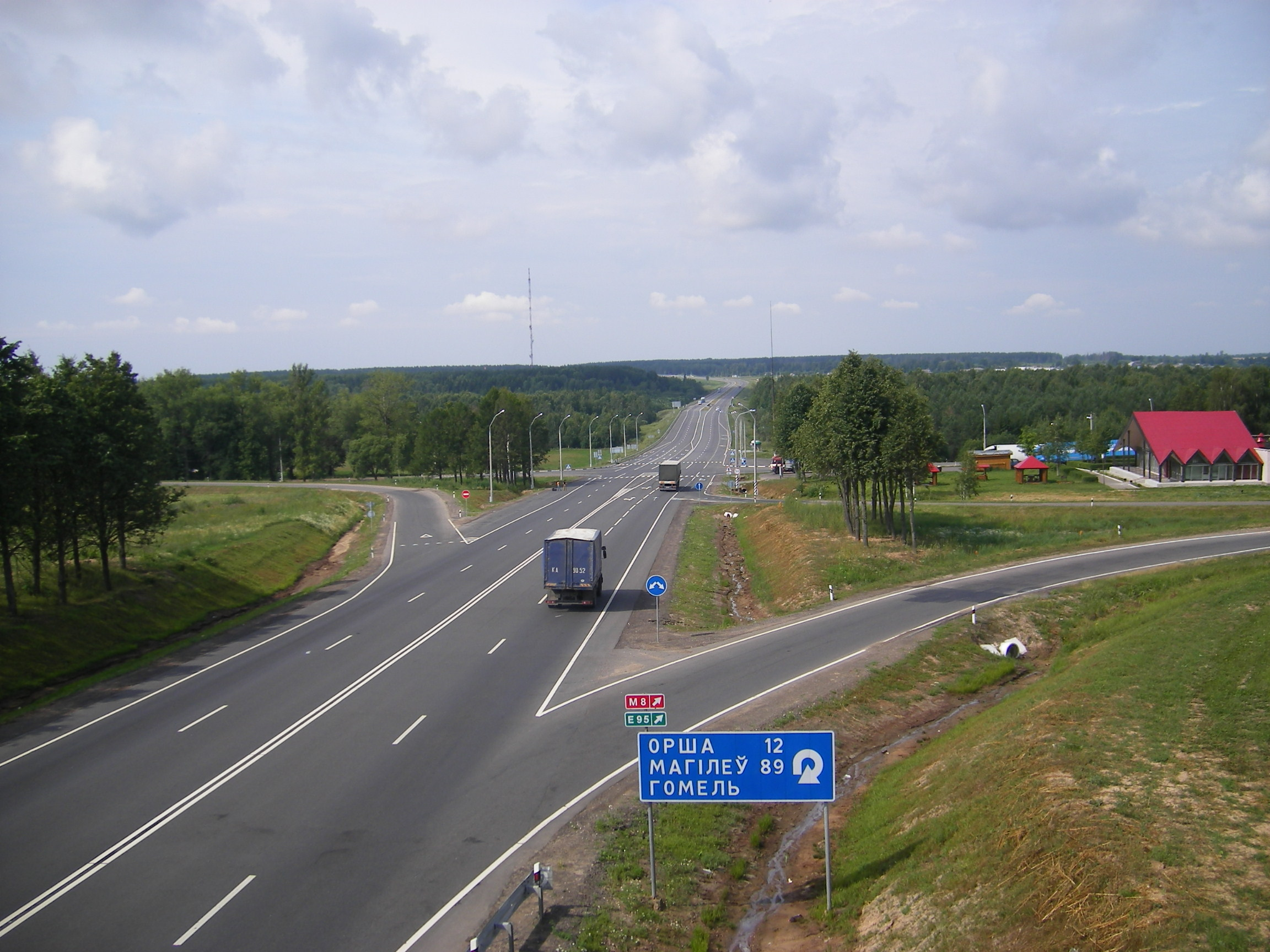
Fragment drogi magistralnej M1 w pobliżu Orszy

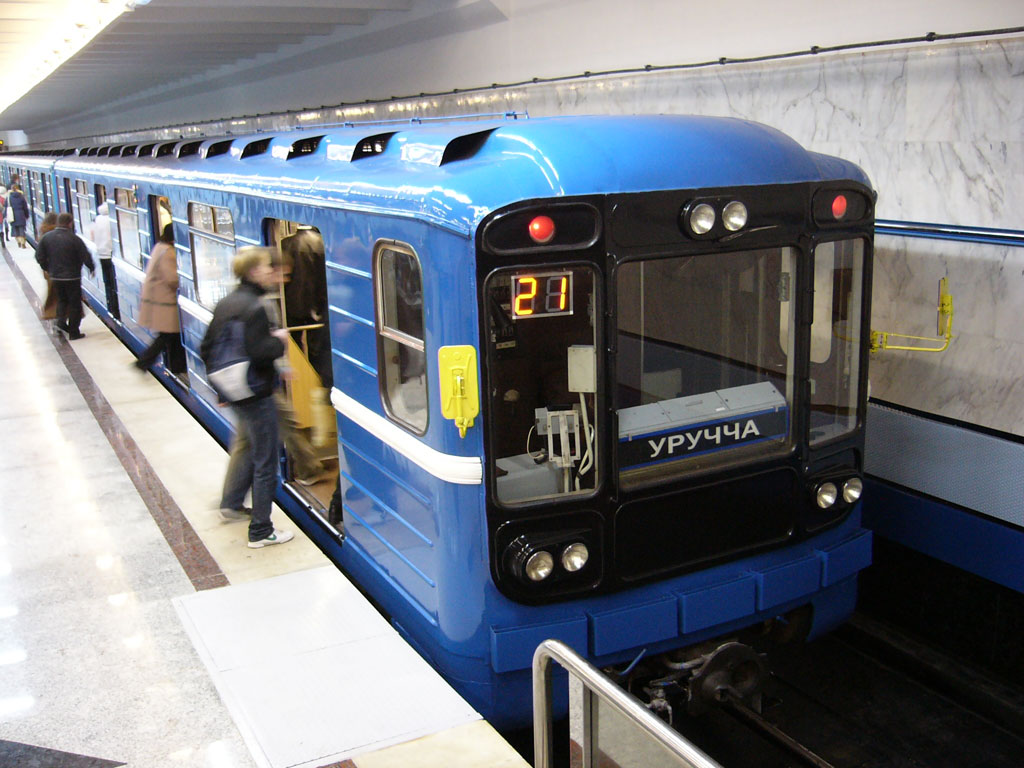
Metro w Mińsku

Mapa stołecznego metra

Najważniejszy międzynarodowy port lotniczy znajduje się w Mińsku, natomiast krajowe są położone w miastach obwodowych. Długość linii kolejowych na Białorusi w 2019 roku wyniosła 5 479,8 km, z czego 1 227,9 było zelektryfikowane, natomiast sieć dróg kołowych liczyła 102,8 tys. km. Główną linią kolejową jest Brześć-Baranowicze-Mińsk-Orsza, będąca częścią magistrali Berlin-Warszawa-Moskwa. Kolej dociera do ponad 2 tys. miejscowości.
W skład sieci drogowej wchodzi 12 dróg magistralnych. Przez Białoruś przebiega pięć tras europejskich: E28, E30, E85, E95 i E271. Od 2013 roku na głównych drogach obowiązuje elektroniczny system opłat BelToll. Łączna długość płatnych dróg wynosi niemal 1800 km. Z opłat są zwolnione pojazdy poniżej 3,5 tony zarejestrowane na Białorusi lub w państwach, z którymi Białoruś pozostaje w unii celnej (Rosja, Kazachstan, Armenia, Kirgistan). Między miastami kursują autobusy i marszrutki. W Mińsku funkcjonuje jedyne w państwie metro, ponadto w kilku miastach pasażerów obsługują trolejbusy i tramwaje.
Transport wodny nie odgrywa ważnej roli w turystyce na Białorusi, mimo gęstej sieci rzek i jezior. Łączna długość żeglownych odcinków rzek w kraju wynosi 2,9 tys. km. Średnia długość rejsów linii wycieczkowych wynosi ok. 14 km na jednego pasażera. Rejsy odbywają się na kilkunastu statkach motorowych w kilku białoruskich miastach oraz na Kanale Augustowskim, jednakże rynek wycieczek zorganizowanych transportem wodnym praktycznie nie istnieje, mimo obecności dużych rzek płynących przez malownicze tereny oraz bogatego dziedzictwa historyczno-kulturowego. Głównymi kanałami żeglugowymi są Dniepr, Niemen, Berezyna oraz kanał Dniepr-Bug. Białoruś dysponuje 10 portami rzecznymi.

## Promocja turystyki i wydarzenia kulturalne

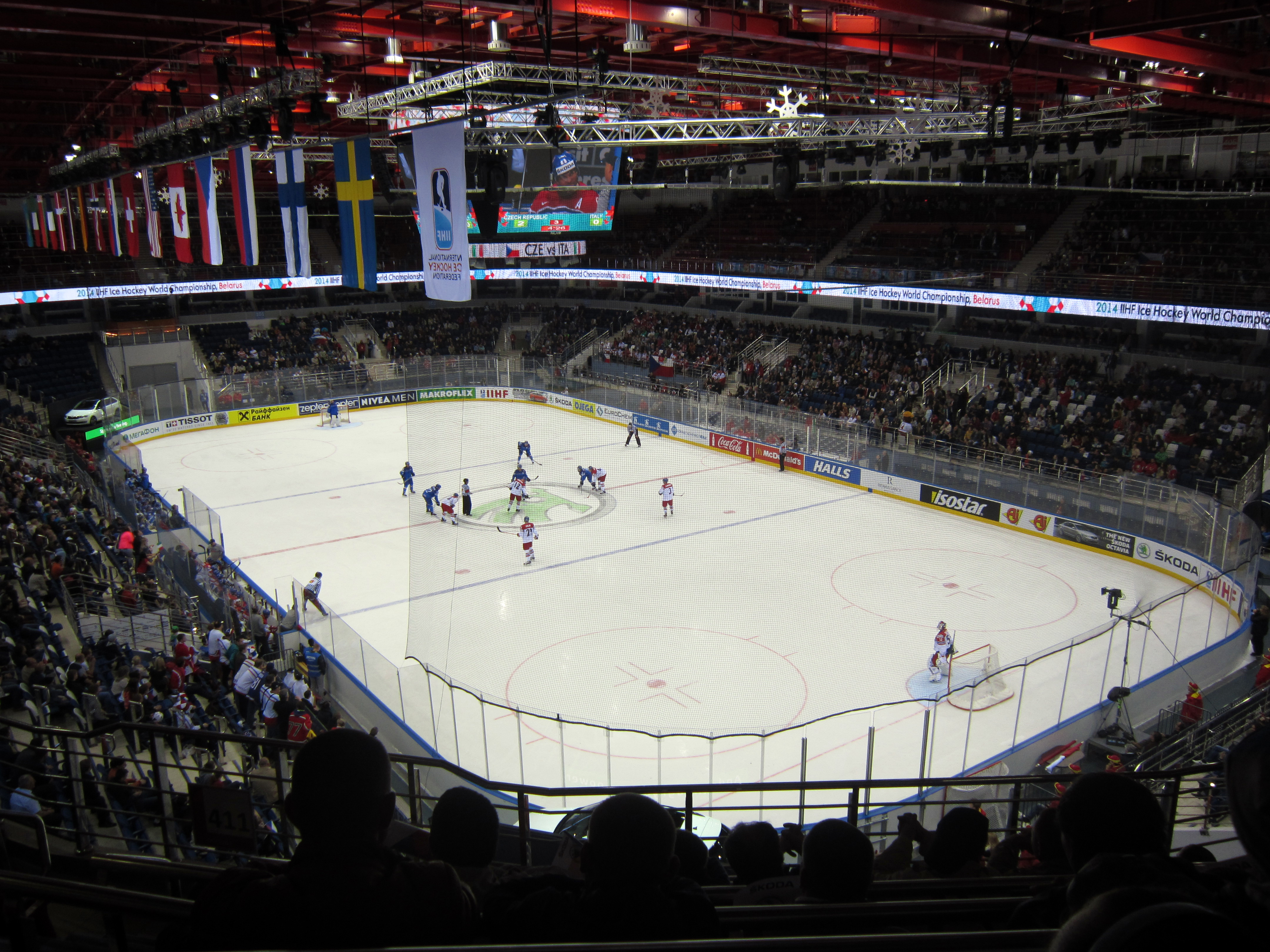
Mińsk-Arena podczas MŚ w hokeju 2014

Władze białoruskie podejmują działania mające na celu promocję turystyki za granicą. Zalicza się do nich m.in. organizację międzynarodowych zawodów sportowych i wydarzeń kulturalnych oraz stopniowe wprowadzanie ruchu bezwizowego. 12 czerwca 2015 roku umożliwiono zwiedzanie białoruskiej części Puszczy Białowieskiej bez konieczności wyrabiania wizy. 26 października 2016 roku wprowadzono ruch bezwizowy na terenie Kanału Augustowskiego, Grodna oraz części rejonu grodzieńskiego do 5 dni, początkowo na okres do 31 grudnia 2017 roku. 1 stycznia 2018 ruchem bezwizowym objęto również Brześć i część obwodu brzeskiego oraz wydłużono go do 10 dni.

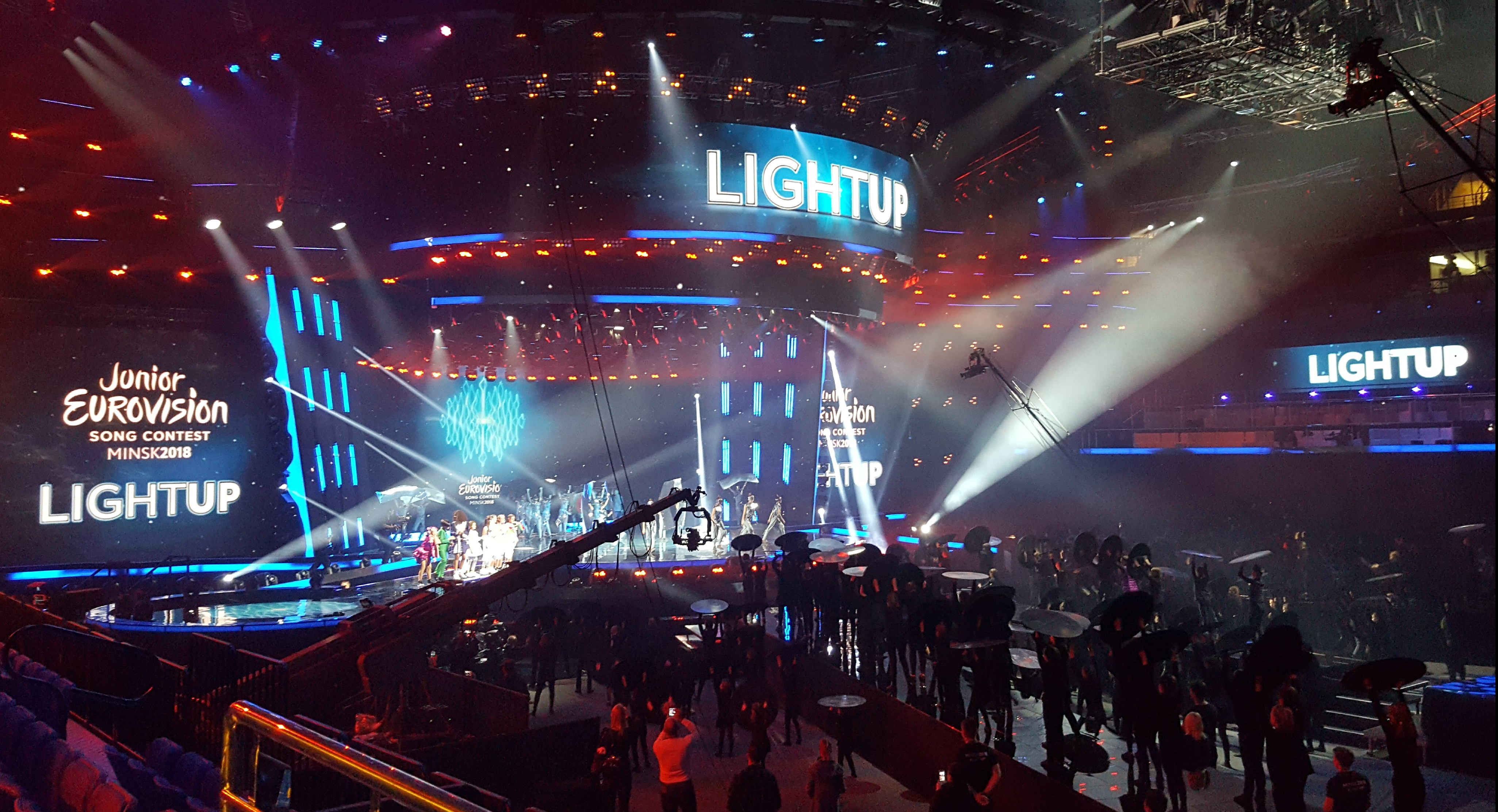
Mińsk-Arena podczas Konkursu Piosenki Eurowizji dla Dzieci 2018

Ponadto, w 2017 roku wprowadzono ruch bezwizowy dla obywateli 80 państw (w tym całej Unii Europejskiej), przylatujących na Białoruś samolotem na okres do 5 dni. 27 lipca 2018 roku przedłużono okres pobytu bezwizowego do 30 dni. Od 15 kwietnia 2022 wprowadzono ruch bezwizowy dla obywateli Litwy i Łotwy (wliczając nieobywateli), obowiązujący do końca roku, natomiast 1 lipca 2022 ruchem bezwizowym objęto również obywateli Polski. Pod koniec 2022 roku przedłużono obowiązywanie ruchu bezwizowego dla obywateli tych państw do końca 2023 roku, a pod koniec 2023 roku przedłużono jego obowiązywanie również do końca 2024 roku.
Tymczasowy ruch bezwizowy wprowadzono również w 2014 roku przy okazji mistrzostw świata w hokeju oraz w 2019 roku przy okazji igrzysk europejskich odbywających się w Mińsku, a także podczas Konkursu Piosenki Eurowizji dla Dzieci 2018.
Na Białorusi odbywają się też inne wydarzenia kulturalne i sportowe, np. liczne turnieje rycerskie i festiwale kultury średniowiecznej, juniorskie mistrzostwa świata w biathlonie (2015) i mistrzostwa świata studentów w łyżwiarstwie szybkim (2018). W 2019 roku państwo dysponowało ponad 23 tys. obiektów sportowych, w tym 149 stadionami, 4517 halami sportowymi i 337 basenami. W 2014 roku w obwodzie grodzieńskim odbył się również pierwszy festiwal wczesnośredniowiecznej kultury, którego uczestnicy płynęli łodziami stylizowanymi na średniowieczne, a także brali udział w wystawach i jarmarkach, z kolei w 2010 roku w rejonie bychowskim po raz pierwszy zorganizowano festiwal łączący koncerty muzyczne z zawodami wędkarskimi. Na Białorusi są też obchodzone tradycyjne słowiańskie święta, takie jak Noc Kupały czy Maslenica.
Stałym ruchem bezwizowym z Białorusią są objęte (stan na 2021): Armenia, Azerbejdżan, Gruzja, Kazachstan, Kirgistan, Mołdawia, Rosja, Tadżykistan, Ukraina i Uzbekistan. Ponadto do 90 dni na terytorium Białorusi mogą przebywać obywatele Argentyny, Brazylii, Izraela (do 90 dni na każde 180 dni), Mongolii, Wenezueli oraz Zjednoczonych Emiratów Arabskich, a do 30 dni – obywatele Chin (wraz z Makau i Hongkongiem), Czarnogóry, Ekwadoru, Kataru, Kuby, Serbii i Turcji.

## Literatura dodatkowa
- Г.Ф. Шаповал: История туризма Беларуси. Mińsk: РИВШ БГУ, 2006. ISBN 985-500-054-4. (ros.). Brak numerów stron w książce
- М.Г. Ясовеев (red.): Географические основы туризма, рекреации, краеведения в Беларуси. Mińsk: Право и экономика, 2010. ISBN 978-985-442-841-3. (ros.). Brak numerów stron w książce
- Курорты и здравницы Беларуси. W: М.Г. Ясовеев, Ю.М. Досин (red.): Природные факторы оздоровления. Mińsk: ИНФРА-М, 2014, s. 186–229. ISBN 978-985-475-583-0. (ros.).